# Chernel család
A Chernel család, az Árpád-korig vezethető vissza. IV. Béla király korában élt Mixe mester, akinek fia Márton a csehek ellen vívott csatában Marcheggnél egy német vitéz ellen, és több más alkalommal is kitüntette magát, amiért atyjával, úgy testvéreivel, és Chund nevü testvérének kiskorú fiaival (Vas vármegyei) Karakó várának szolgálata alól fölmentetvén, Gólya-Damonyán két királyi eke alá való földdel adományoztatott. Gólya-Damonyát ma Chernelházadamonyának nevezik.
A család címere a pajzs kék udvarában egy hátsó lábain felágaskodó ló, szájában kardot tartva. Ugyanez látható a pajzs fölötti sisak koronáján is. Foszladék jobbról arany-kék, balról ezüst-vörös.

## Neves családtagjaik
- Chernel Ferdinánd (Tömörd, Vas vármegye, 1815. október 23.- Tömörd, 1891. július 20.), Vas vármegye alispánja, királyi tanácsos, táblabíró, birtokos, a Vas megyei református egyházmegye gondnoka.
- Chernel Gyula (Nagykanizsa, 1843. december 29.–Ötvöskónyi, 1910. május 29.), országgyűlési képviselő, a magyar főrendiház, Somogy vármegye közigazgatási és törvényhatósági bizottsága tagja, nagybirtokos, az országgyűlés földművelésügyi bizottság tagja.[2][3]
- Chernel István[4] (Kőszeg, 1865. május 31. – Kőszeg, 1922. február 21.) magyar ornitológus, a magyar királyi madártani intézet főnöke, miniszteri tanácsos, Sopron vármegye törvényhatósági bizottságnak a tagja.
- Chernel Kálmán (Kőszeg, 1822. április 6. – Kőszeg, 1891. április 21.) földbirtokos, ügyvéd, megyei aljegyző, helytörténész, természetbúvár, árvaszéki helyettes elnök.[5][6]

## Családfa

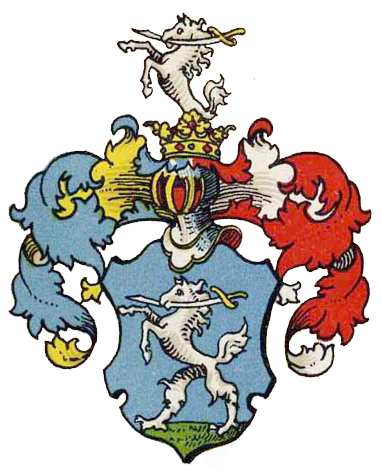
Chernel család címere

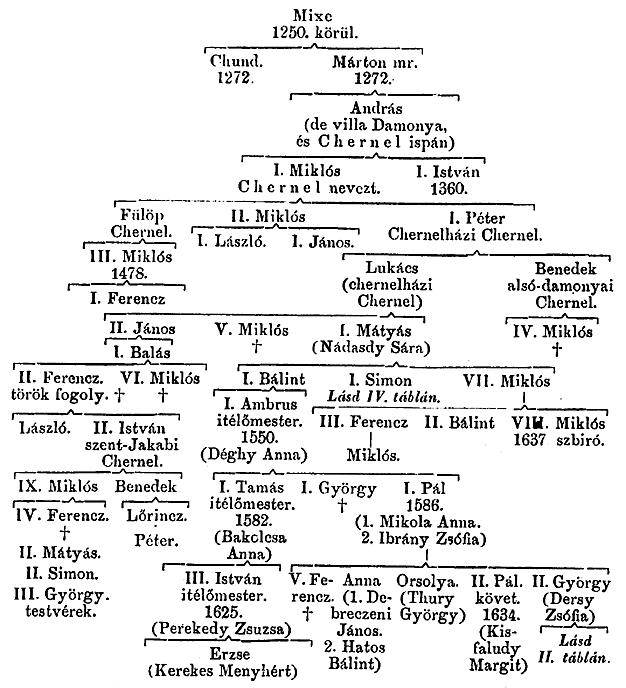
Chernel-családfa I.

Mixe-től a törzstől kezdve a családfa levezetése:

### I. tábla
Mixe 1250 körül.; Chund. 1272.; Márton mr. 1272.; András (de villa Damonya, és Chernel ispán); I. Miklós Chernel nevezt.; I. István 1360.; Fülöp Chernel.; II. Miklós; I. Péter Chernelházi Chernel.; III. Miklós 1478.; I. László.; I. János.; I. Ferencz; Lukács (chernelházi Chernel); Benedek alsó-damonyai Chernel.; II. János; V. Miklós †; I. Mátyás (Nádasdy Sára); IV. Miklós †; I. Balás; II. Ferencz. török fogoly †; VI. Miklós †; I. Bálint; I. Simon Lásd IV. táblán.; VII. Miklós; László.; II. István szent-Jakabi Chernel.; I. Ambrus itélőmester. 1550. (Déghy Anna); III. Ferencz; II. Bálint; VIII. Miklós 1637. szbiró.; Miklós; IX. Miklós; Benedek; I. Tamás itélőmester. 1582. (Bakolcsa Anna); I. György †; I. Pál 1586. (1. Mikola Anna. 2. Ibrány Zsófia); IV. Ferencz. †; Lőrincz.; II. Mátyás.; II. Simon.; III. György. testvérek.; Péter.; III. István itélőmester. 1625. (Perekedy Zsuzsa); V. Ferencz †; Anna (1. Debreczeni János. 2.Hatos Bálint); Orsolya. (Thury György); II. Pál. követ 1634. (Kisfaludy Margit); II. György (Dersy Zsófia) Lásd II. táblán.; Erzse (Kerekes Menyhért)
- I. István mesterről 1360-ban egy okmány emlékezik, mely szerint ellentmond a Nagy-Erdőből való kizáratásának.
- Minden ág kihalván, I. Mátyás tartá fen gyermekei által a családot:
- I. Simon ágát a IV. táblán látandjuk. I. Bálintnak fia
- I. Ambrus 1550–1559-ben kir. itélő mester, az 1550-ki országgyülésen a határvizsgáló választmány tagja.
- I. Tamás 1582-ben itélő-mester, és Sopron vármegye követe.
- III. István országgyülési követ 1618-ban, utóbb itélő-mester. Kittonichnak komája, és törvényes munkáiban segéde. Az országgyülés által több rendbeli választmány tagja. Neje Perekedy István kamarai tanácsos leánya Zsuzsánna, kitől csak leánya Erzsébet Kerekes Menyhértné maradt.
- I. Pál 1586-ban a megyei fölkelő nemesség vezére volt. Két neje volt, ugymint: 1. Mikola Anna, és 2. Ibrányi Zsófia. Az elsőtől született II.György, a másodiktól a többi. Ezek közül csak II. György folytatá ágazatát, melyet mutat a

### II. tábla

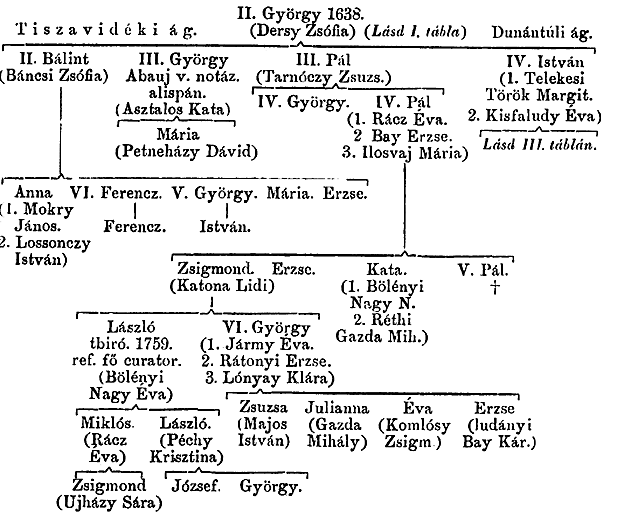
Chernel-családfa II.

II. György 1638. (Dersy Zsófia) (Lásd I. tábla); Tiszavidéki ág.; Dunántúli ág.; II. Bálint (Báncsi Zsófia); III. György Abauj v. notáz. alispán. (Asztalos Kata); III. Pál (Tarnóczy Zsuzs.); IV. István (1. Telekesi Török Margit. 2. Kisfaludy Éva) Lásd III. táblán.; Mária (Petneházy Dávid); IV. György; IV. Pál (1. Rácz Éva. 2. Bay Erzse. 3. Ilosvaj Mária); Anna (1. Mokry János. 2. Lossonczy István); VI. Ferencz.; V. György.; Mária.; Erzse.; Ferencz.; István.; Zsigmond. (Katona Lidi); Erzse.; Kata. (1. Bölényi Nagy N. 2. Réthi Gazda Mih.); V. Pál. †; László tbiró. 1759. ref. fő curator. (Bölényi Nagy Éva); VI. György (1. Jármy Éva. 2. Rátonyi Erzse. 3. Lónyay Klára); Miklós (Rácz Éva); László (Péchy Krisztina); Zsuzsa (Majos István); Julianna (Gazda Mihály); Éva (Komlósy Zsigm.); Erzse (ludányi Bay Kár.); Zsigmond (Ujházy Sára); József.; György.

### III. tábla

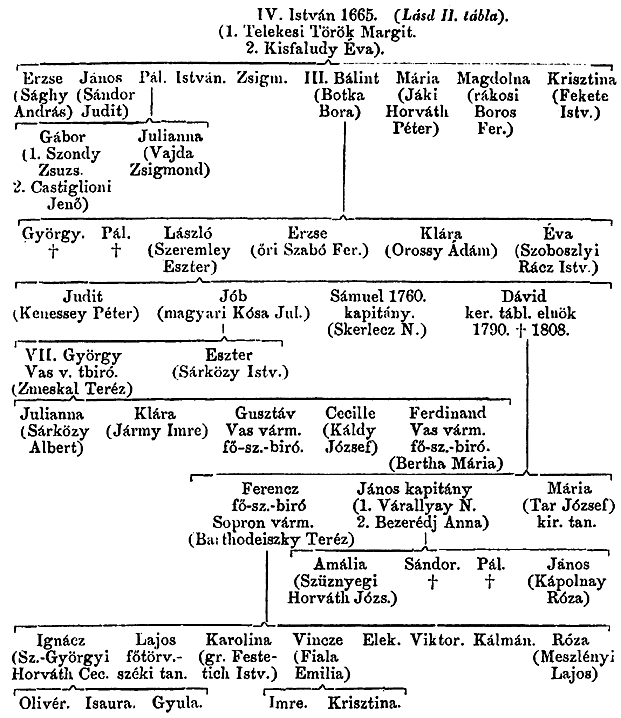
Chernel family tree III.

IV. István 1665. (Lásd II. tábla). (1. Telekesi Török Margit. 2. Kisfaludy Éva).; Erzse (Sághy András); János (Sándor Judit); Pál.; István.; Zsigm.; III. Bálint (Botka Bora); Mária (Jáki Horváth Péter); Magdolna (rákosi Boros Fer.); Krisztina (Fekete Istv.); Gábor (1. Szondy Zsuzs. 2. Castiglioni Jenő); Julianna (Vajda Zsigmond); György. †; Pál. †; László (Szeremley Eszter); Erzse (őri Szabó Fer.); Klára (Orossy Ádám); Éva (Szoboszlyi Rácz Istv.); Judit (Kenessey Péter); Jób (magyari Kósa Jul.); Sámuel 1760. kapitány. (Skerlecz N.); Dávid ker. tábl. elnök 1790. † 1808.; VII. György Vas v. tbiró. (Zmeskal Teréz); Eszter (Sárközy Istv.); Julianna (Sárközy Albert); Klára (Jármy Imre); Gusztáv Vas várm. fő-sz.-biró.; Cecille (Káldy József); Ferdinand Vas várm. fő-sz.-biró. (Bertha Mária); Ferencz fő-sz.-biró Soprom várm. (Barthodeiszky Teréz); János kapitány (1. Várallyay N. 2. Bezerédj Anna); Mária (Tar József) kir. tan.; Amália (Szüznyegi Horváth Józs.); Sándor. †; Pál. †; János (Kápolnay Róza); Ignácz (Sz.-Györgyi Horváth Cec.; Lajos főtörv.-széki tan.; Karolina (gr. Festetich Istv.); Vincze (Fiala Emilia); Elek.; Viktor.; Kálmán.; Róza (Meszlényi Lajos); Olivér.; Isaura.; Gyula.; Imre.; Krisztina.
- A II. tábla élén II. György áll, ki 1628-ban testvérével II. Pállal együtt a magvaszakadt I. Tamás utáni javakra nézve egyességre lép. II.György követségben is járt az erdélyi fejedelemhez Eszterházy Miklós nádor által küldetve. Később II. Pál testvére kihalásával ennek javait is megkapá, kifizetvén belőle a leány-negyedet. Neje Dersi Zsófia, Dersi Gáspárnak Rhédei Annátóli leánya volt. – 1647-ben a pozsonyi káptalan előtt gyermekeire nézve az örökösödést ugy szabályozá, hogy IV. Istvánnak Dunán túl a Győr, Sopron, Vas és Zala vármegyében, – Bálint, III. Pál, III. György fiainak pedig a Zemplén, Abauj, Borsod, Szabolcs, Heves, Szathmár, Gömör, Ugocsa és Bereg vármegyében fekvők jussanak. Igy IV. István ága a Dunán túl maradt; a másik három a tiszai részekre telepedett. III. Pálnak, ki leány-ágon még Bihar, Marmaros és Ung vármegyében is jószágokat nyert, utódai jelenleg is élnek, hasonlóan II. Bálinté is.
- IV. Istvánnak, kinek ivadéka (lásd III. táblán) a Dunán túl tartá meg maig birtokait s lakását, két neje volt, az elsőtől Erzse, János és Pálgyermekei születtek, és kihaltak. A második nejétől még hat gyermeke lőn; ezek közül III. Bálint tartá fen ágazatát.
- III. Bálintnak unokái: Sámuel mint kapitány a porosz háborúban 1760-ki aug. 15-kén nehéz sebet kapott. Testvére Dávid udvari tanácsos, és a Dunán túli kerületi tábla elnöke volt, a reform. vallásról kath. vallásra ment át. Meghalt 1808-ban. Fiai: Ferencz előbb Sopron vármegye főszolgabirája, utóbb kőszegi ker. táblai ülnök volt, jelenleg is él. Ennek fiai közül Ignácz előbb Zala, utóbb Tolna vármegyei cs. kir. törvényszéki elnök, innen a cs. kir. soproni országos és urbéri főtörvényszéknél tanácsos. – Lajos szinte soproni cs. kir. főtörvényszéki tanácsos.Vincze és Viktor nyugalmazott főhadnagyok. Elek kaposvári cs. kir. országos törvényszéki tanácsos. Kálmán Sopron vármegyénél volt másod aljegyző.
- VII. Györgynek fiai Gusztáv és Ferdinand Vas vármegyei főszolgabirák voltak.
- Az I táblán I. Mátyásnak fiától Simontól még egy ág jött le e századig, de a mely már kihalt. Ennek leágazását mutatja a

### IV. tábla

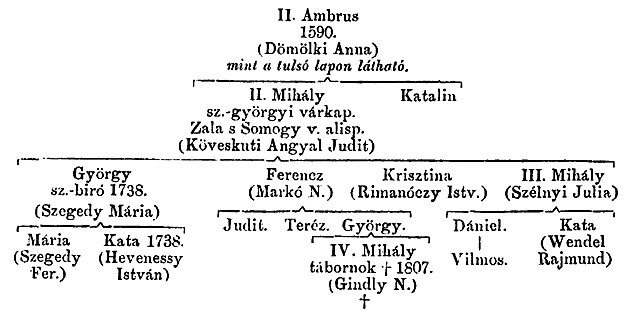
Chernel family tree IV./2

Simon (ki az I. táblán); I. Mihály; Erzse (sághi Kurdács Kelemen); Bora (Bezerédj György); Anna (Tarrodyné); János (Szelestey Zsuzsa); Miklós †; II. Ambrus (1590. (Dömölki Anna); Bálint; György; Miklós (Horváth Erzse); János sz.-biró 1595.; Miklós; Bálint.; György.; Tamás.; Ferencz.

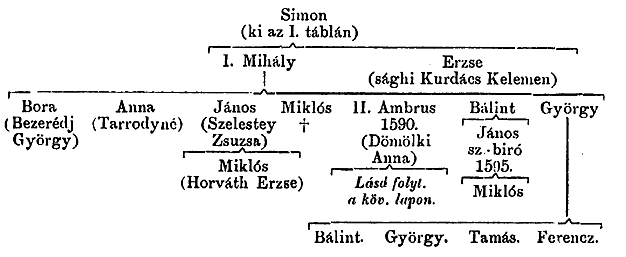
Chernel family tree IV.

II. Ambrus 1590. (Dömölki Anna); II. Mihály sz.-györgyi várkap. Zala s Somogy v. alisp. (Köveskuti Angyal Judit); Katalin; György sz.-biró 1738. (Szegedy Mária); Ferencz (Markó N.); Krisztina (Rimanóczy Istv.); III. Mihály (Szélnyi Julia); Mária (Szegedy Fer.); Kata 1738. (Hevenessy István); Judit.; Teréz.; György.; Dániel.; Kata (Wendel Rajmund); IV. Mihály tábornok † 1807. (Gindly N.) †; Vilmos.
A IV. táblázaton II. Mihály Sz.-György várának kapitánya volt, azután Zala és Somogy vármegye alispánja. Neje köveskuti Angyal Judit. Fiai közül György 1738-ban szolgabiró. Másik fia Ferencz, kinek unokája IV. Mihály 1760-ban Pozsony vármegyéből az akkor fölállitott magyar kir. testőrséghez ment, végre valóságos belső titkos tanácsos, altábornagy, és horvátországi hadi parancsnok lőn. Meghalt 1807-ben. Neje a Gindly családból volt. Benne ágazata megszakadt.
XIV. és XV. századbeli okiratokban előfordulnak még e család nehány tagjai, kik a közlött nemzékrenden nincsenek, igy csernelházi és szent-Jakabi Chernel ispánnak fiai Miklós, Jakab és István. 1474-ben előfordul szent-Jakabi Chernel Péter, ki a zalavári Convent előtt Sal helység iránt Bech Erzsétől bevallást nyert. 1482-ben pedig szent-Balási Szele Antallal és Mártonnal birtokaira Mátyás királytól uj adomány-levelet kap, miután minden irományaikat az ozmanok, midőn véletlenül Zala vármegyébe ütöttek, elégették; – ugyanazon levélben nekik ujabban egy pusztát is adományoz.